# Syndrome de pollinisation

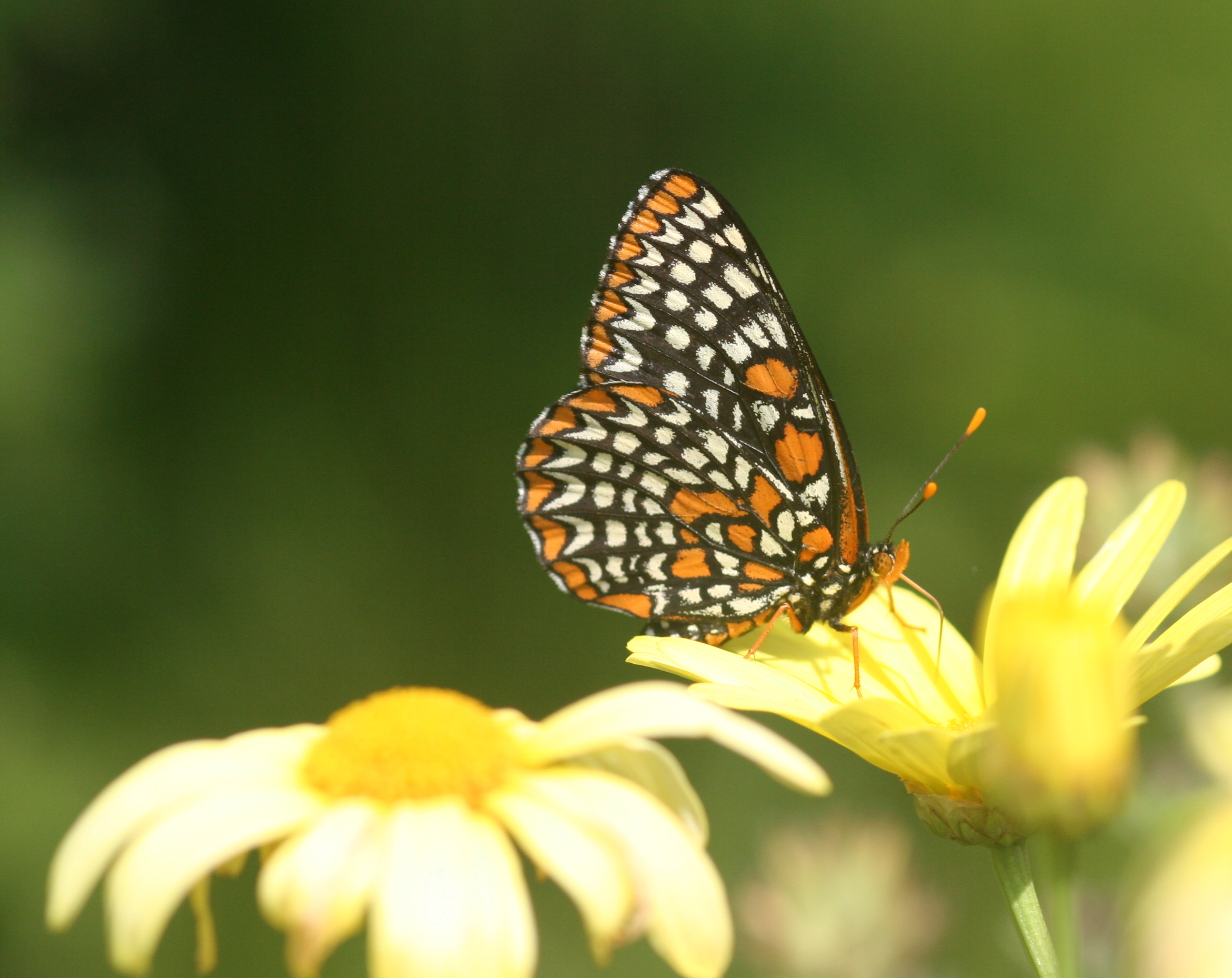
Baltimore (Euphydryas phaeton) butinant un chrysanthème (Argyranthemum)

Le syndrome de pollinisation, appelé aussi syndrome floral, est la convergence d'un ensemble de traits floraux sélectionnés au cours de l'évolution chez des espèces végétales phylogénétiquement éloignées, résultant d'adaptations aux divers vecteurs de pollinisation qui peuvent être abiotiques (le vent ou l'eau) ou biotiques (pollinisateurs tels que les oiseaux, les abeilles et autres insectes),.
Ces stratégies d'attraction des pollinisateurs comprennent la forme de la fleur, sa taille, sa couleur, son odeur, le type de récompense et de la quantité, la composition du nectar, l'époque de la floraison, la vitrine florale, les ornementations du grain de pollen, etc. Par exemple, des fleurs rouges tubulaires avec un nectar abondant attirent souvent les oiseaux ; des fleurs malodorantes attirent les mouches ou les coléoptères saprophages ou nécrophages, etc.
« Bien que souvent discutée (par exemple Ollerton et al., 2009), la notion de syndrome de pollinisation, dans une version non caricaturale, a une réelle pertinence biologique et elle est utile pour analyser les processus ».

## Historique
Le botaniste italien Federico Delpino est le premier à discuter du concept de syndromes de pollinisation : en 1873, il prédit que l'étonnante fleur de Rafflesia, d'après sa morphologie et son odeur fétide, doit être pollinisée par des mouches nécrophages, ce qui est confirmé un siècle plus tard.
Cette conception a favorisé la compréhension des interactions plante-pollinisateur, mais l'adoption aveugle de ces syndromes comme cadre de la classification de ces relations a montré ses limites. Ainsi, chez les espèces généralistes, les fleurs n'évoluent pas simplement en réponse à une pression de sélection exercée par un seul type de pollinisateur mais par un ensemble de pressions de sélections (qui peuvent être antagonistes) exercées par une multitude de pollinisateurs, ce qui amène certains chercheurs à considérer que le concept de syndrome de pollinisation ne s'applique pas aux espèces généralistes.

## Syndromes de pollinisation par les agents abiotiques

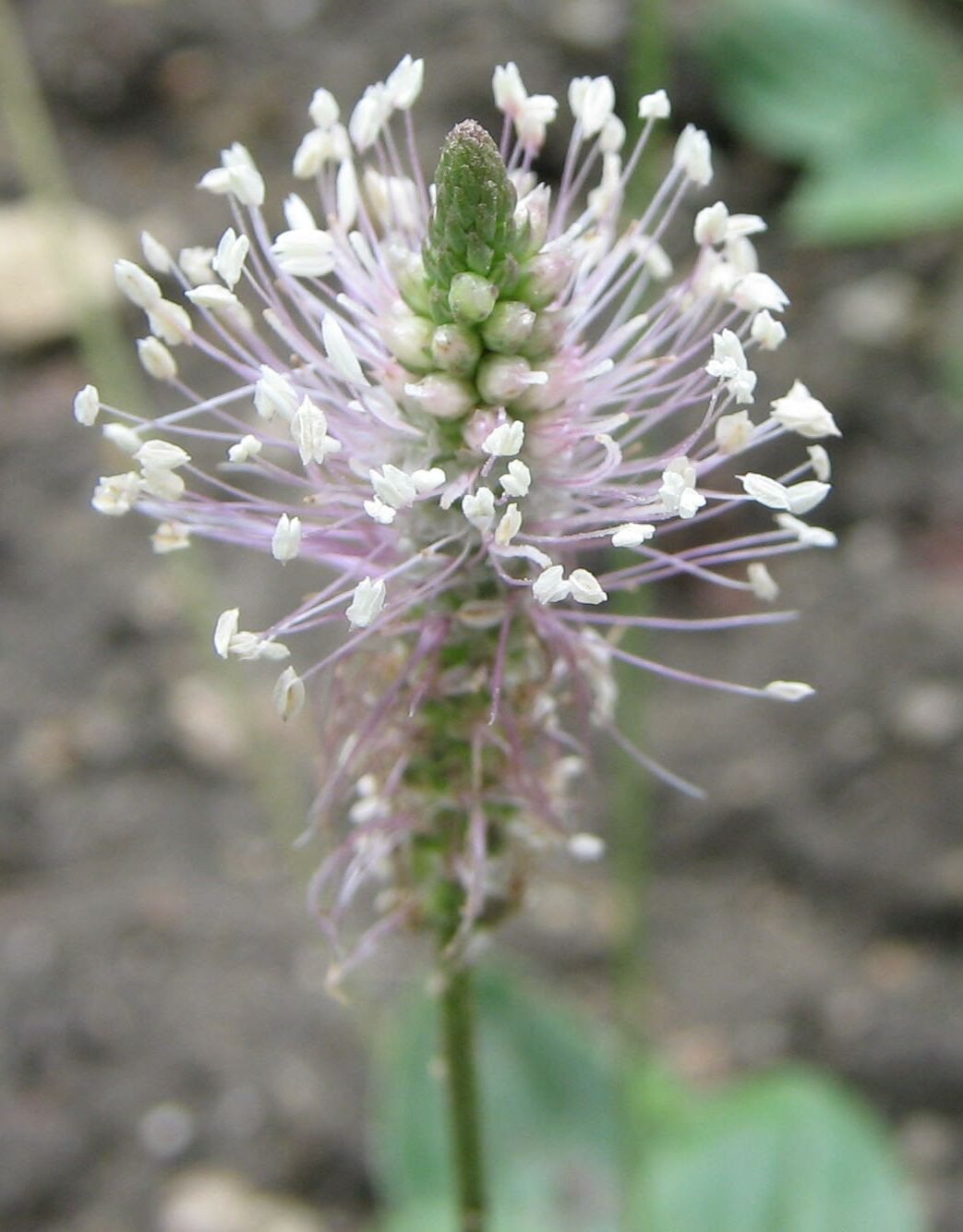
Plantago media, pollinisé par le vent ou par des insectes.

Les plantes concernées n'attirent pas des animaux pollinisateurs. Néanmoins, elles ont souvent des ensembles de traits communs.

### Pollinisation par le vent
Le syndrome de pollinisation anémophile ou syndrome d'anémophilie réunit plusieurs caractéristiques : fleurs petites, discrètes, vert-pâle, au périanthe réduit ou absent (pas d'investissement dans ces pièces florales, dans le parfum ou le nectar qui font partie des stratégies d'attraction des pollinisateurs par les fleurs entomophiles). Les étamines généralement longues et faisant saillie hors de la fleur, produisent des grains de pollen microscopiques légers (ce qui explique que les plantes pollinisées par le vent peuvent être allergisantes, ce qui est rarement le cas des plantes à pollinisation animale), à exine nue et lisse qui favorise la dispersion par le vent. Les insectes peuvent visiter ces fleurs pour recueillir le pollen ; dans certains cas, ce sont des pollinisateurs inefficaces qui exercent faiblement la sélection naturelle sur les fleurs, mais il existe aussi des exemples de fleurs « ambophiles » qui sont pollinisées à la fois par le vent et par les insectes pollinisateurs. Dans les forêts ombrophiles tropicales caractérisées par une canopée agitée par le vent mais un étage inférieur où la vitesse du vent, considérablement freinée, est pratiquement nulle, de nombreux coléoptères consomment ainsi divers pollens de Graminées. Pour limiter les obstacles, outre le périanthe réduit, la floraison chez les arbres caducifoliés a lieu tôt dans la saison en l'absence du feuillage et chez les plantes herbacées, les épis sont placés en haut des tiges.
La première conséquence du caractère aléatoire de l'anémogamie est le risque d'autofécondation, d'où la séparation fréquente des sexes dans l'espace (diécie) ou dans le temps (dichogamie), ce qui favorise la pollinisation croisée. La seconde conséquence est la production phénoménale de pollen : « un épillet de seigle libère en un jour 50 000 grains de pollen et un chaton de noisetier 4 millions ».
Les ovaires sont généralement surmontés de longs stigmates ramifiés (aspect « plumeux ») pour mieux capter les grains de pollen.
S'il existe quelques curiosités végétales avec des distance de transport de pollen sur des centaines de kilomètres, la distance efficace moyenne est généralement de quelques mètres, la probabilité qu'un pollen atterrisse sur un stigmate au-delà de cette distance devenant très aléatoire.

### Pollinisation aquatique (hydrophilie)
Les plantes à pollinisation hydrophile sont des plantes aquatiques dont le pollen est libéré dans l'eau. C'est donc le courant de l'eau qui agit comme vecteur de pollinisation, d'une manière similaire au vent. Ces fleurs ont tendance à être petites et discrètes avec un pollen abondant et de grands stigmates plumeux pour capter le pollen. C'est cependant un cas relativement rare (seulement 2 % de la pollinisation est hydrophile) et la plupart des plantes aquatiques sont pollinisées par les insectes, avec des fleurs qui émergent au-dessus de l'eau.

## Syndromes de pollinisation par les agents biotiques

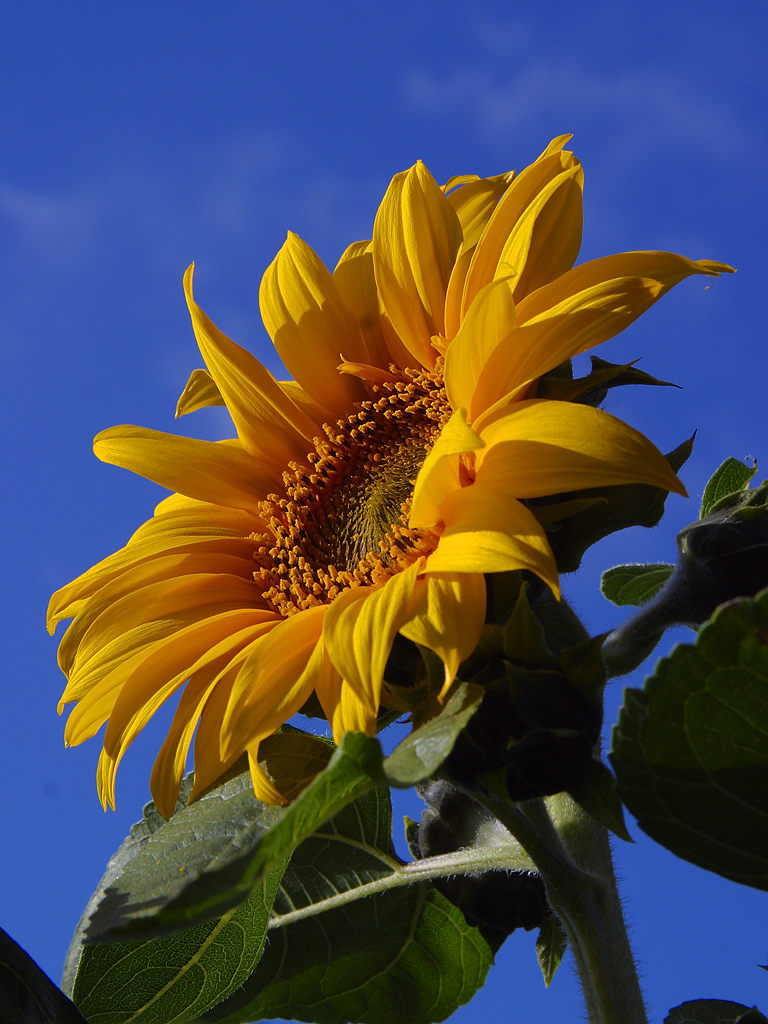
Tournesol pollinisé par des papillons et des abeilles.

Les vecteurs de pollinisation les plus importants sont les insectes, assurant la pollinisation entomophile.

### Pollinisation par les abeilles (mélittophilie)
Les fleurs pollinisées par les abeilles peuvent être très variables par la taille, la forme et la couleur. Elles peuvent être ouvertes et en forme de bol (symétrie radiale) ou plus complexes et sans symétrie radiale (« zygomorphes »), comme c'est le cas du  pois, de la digitale, etc.
Certaines fleurs pollinisées par les abeilles ont tendance à être de couleur jaune ou bleue, souvent avec guides à nectar ultraviolets et du parfum. Le nectar, le pollen, ou les deux à la fois, sont offerts comme récompenses en quantité variable. Le sucre dans le nectar a tendance à être composé en majorité de saccharose.
Certaines plantes ne peuvent être pollinisées que par des abeilles parce que leur anthères libèrent le pollen à l'intérieur, et elles doivent être secouées par pollinisation vibratile (ou « sonication »). Les abeilles en général sont les seuls insectes qui ont ce comportement. Les bourdons peuvent assurer la sonication, mais les abeilles à miel ne le font pas.
La pollinisation par les abeilles à partir de ruches mobiles est d'une grande valeur économique pour les vergers, notamment de pommiers ou d'amandiers.

### Pollinisation par les guêpes
Les guêpes aussi assurent la pollinisation de nombreuses espèces de plantes, car ce sont d'importants vecteurs de pollen et, dans certains cas, des pollinisateurs encore plus efficaces que les abeilles.

### Pollinisation par les papillons (psychophilie)
Les fleurs pollinisées par les papillons ont tendance à être grandes et voyantes, roses ou bleu lavande, ont souvent une aire d'atterrissage, et sont généralement parfumées. Comme les papillons ne digèrent pas le pollen (à une exception près), le nectar est davantage offert que le pollen. Ces fleurs ont des guides à nectar simples, les nectaires étant généralement cachés dans des tubes ou des éperons étroits, que la longue langue des papillons peut atteindre.

### Pollinisation par les papillons de nuit (phalaenophilie )

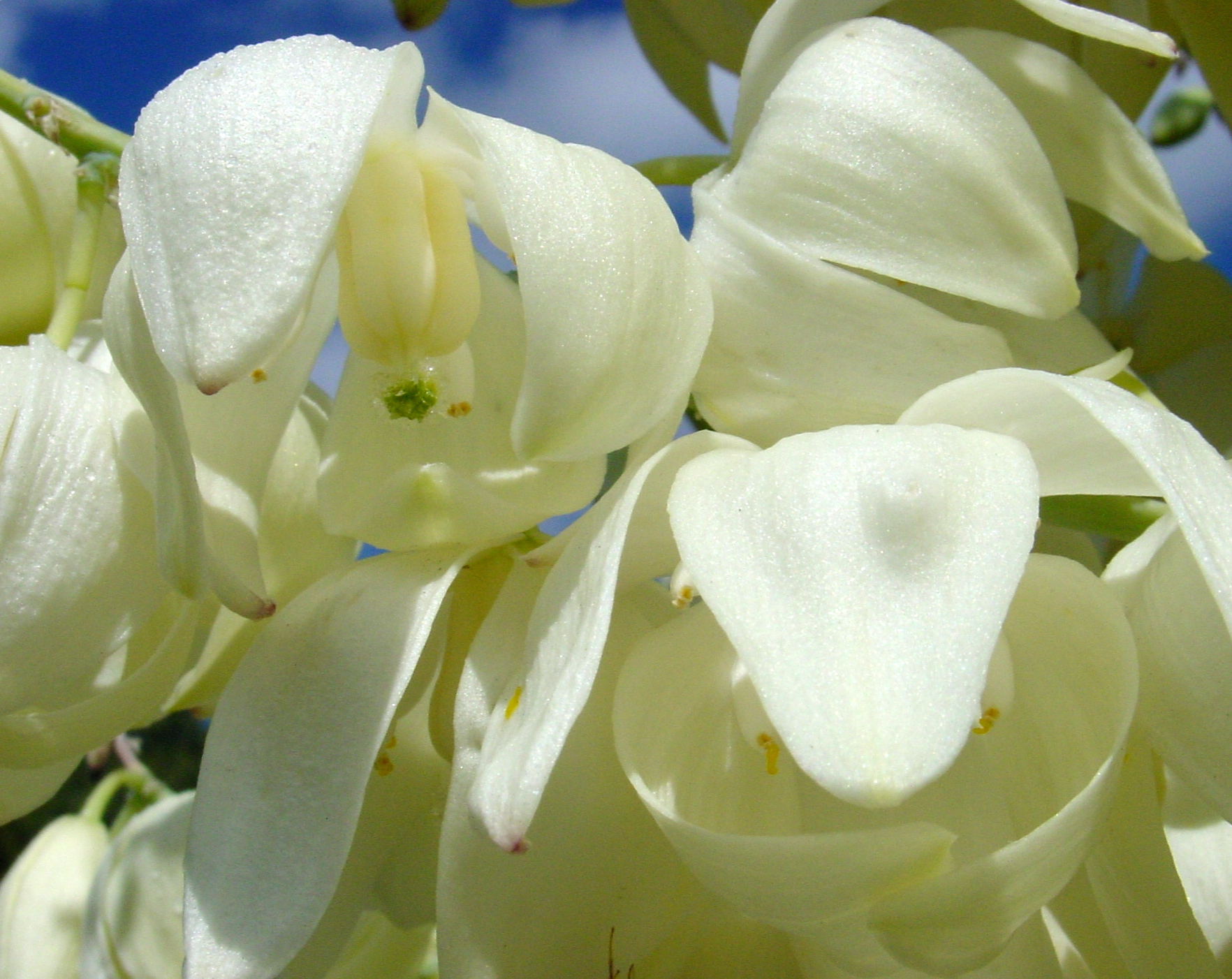
Hesperoyucca whipplei (pollinisée par des papillons de nuit).

Parmi les papillons nocturnes (Heterocera) pollinisateurs les plus importants figurent les sphinx (Sphingidae). Leur comportement est similaire à celui des colibris : ils planent face aux fleurs grâce à des battements d'ailes rapides. La plupart ont un comportement nocturne ou crépusculaire. Les fleurs pollinisées par ces papillons (liseron des haies, belle de nuit, fleur de lune) ont tendance à être grandes et voyantes, de couleur blanche, à floraison nocturne, à corolle tubulaire et au parfum fort et suave produit dans la soirée, la nuit ou tôt le matin. Elles produisent beaucoup de nectar pour alimenter le métabolisme élevé  nécessaire pour alimenter leur vol de ces insectes.
D'autres papillons nocturnes, comme les noctuelles, arpenteuses, pyrales, volent lentement et se posent sur les fleurs. Ils n'ont pas besoin d'autant de nectar que les sphinx au vol rapide, et les fleurs ont tendance à être petites (même si elles peuvent être regroupées en inflorescences).

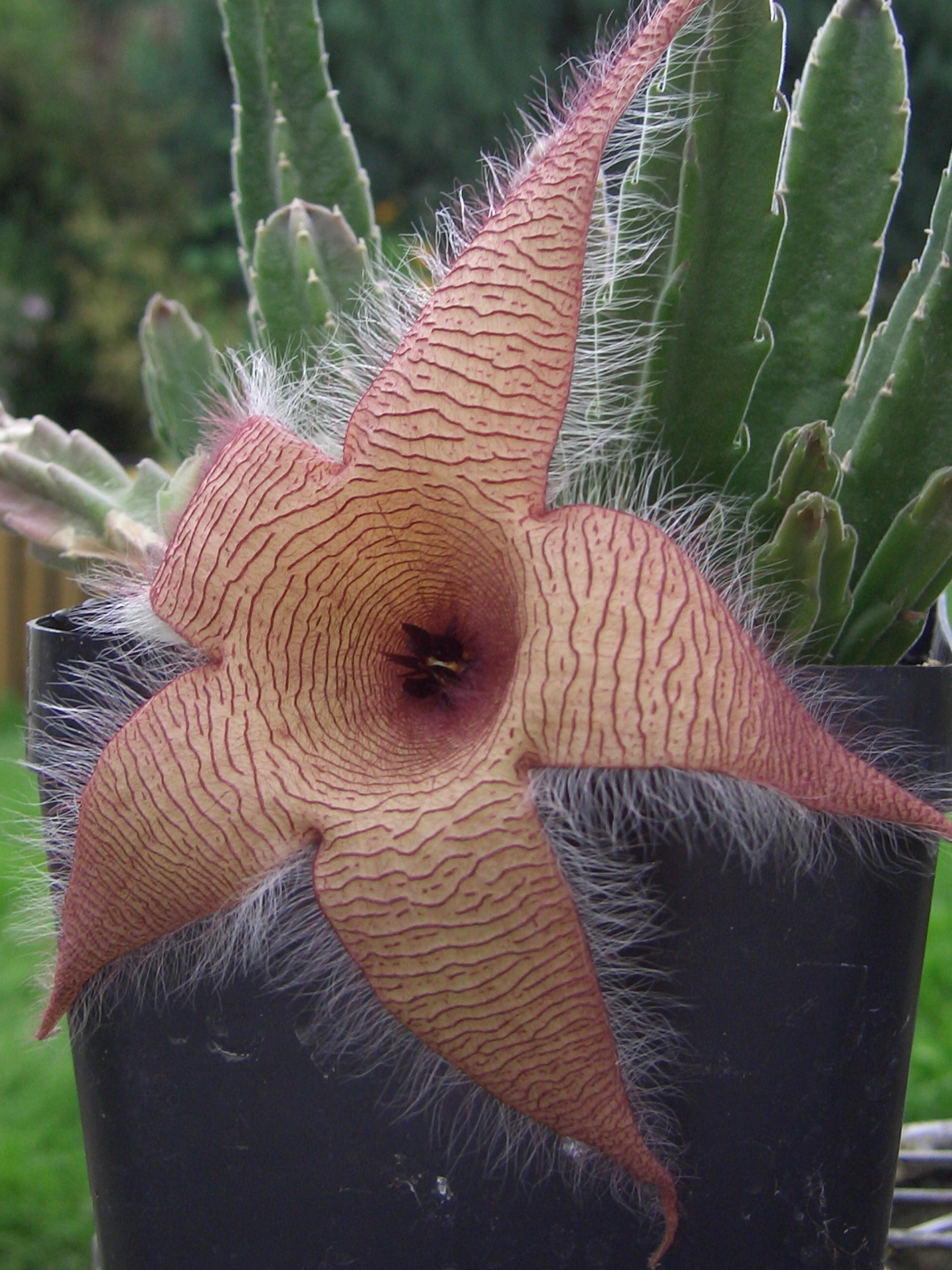
Fleur sapromyophile de Stapelia gigantea.

### Pollinisation par les mouches (myophilie et sapromyophilie)
Les mouches tendent à être d'importants pollinisateurs dans les écosystèmes d'altitude ou de latitude élevées, où ces insectes sont nombreux alors que d'autres groupes d'insectes peuvent faire défaut.
On distingue deux types principaux de pollinisation par les mouches : la myophilie et la sapromyophilie.
La myophilie concerne les mouches qui se nourrissent de nectar et de pollen au stade adulte - en particulier les Bombyliidae et les Syrphidae, et d'autres - et ces mouches visitent régulièrement les fleurs. En revanche, les Tephritidae mâles (mouches des fruits) sont attirées par des substances florales attractives spécifiques émises par certaines orchidées sauvages qui ne produisent pas de nectar,.
Les substances chimiques émises par les orchidées agissent comme précurseur ou stimulateur d'une phéromone sexuelle de la mouche. Les plantes myophiles tendent à ne pas émettre d'odeur forte, sont généralement pourpres, violettes, bleues, et blanches, et ont des corolles ouvertes, plates ou en tube.
Les plantes sapromyophiles, en revanche, attirent des mouches qui visitent normalement des animaux morts ou des bouses. Elles sont attirées par les fleurs cadavres qui imitent l'odeur de ces matières. La plante ne leur procure pas de récompense et ils la quittent rapidement sauf si elle a des pièges pour les ralentir. Ces plantes sont beaucoup moins fréquentes que les plantes myophiles.

### Pollinisation par les coléoptères (cantharophilie ou cantharogamie)
Les fleurs cantharophiles ou cantharogames (pollinisées par les coléoptères floricoles, notamment les Cantharidés et les Mordellidés qui se nourrissent du pollen facilement accessible) sont généralement de grande taille, de couleur verdâtre ou blanc cassé et très parfumées. Les parfums peuvent être épicés, fruités (exemple victoria d'Amazonie), ou évoquer la décomposition de matières organiques (fleurs cadavres). La plupart des fleurs pollinisées par des coléoptères ont une large corolle ou sont réunies en inflorescence plate (capitule, ombelle), ce qui facilite l'atterrissage des coléoptères souvent lourds. Elles peuvent inclure des pièges pour garder le coléoptère plus longtemps. Les ovaires de la plante sont généralement infères pour être protégés des pièces buccales de type mâcheur de leurs pollinisateurs.
Les coléoptères peuvent être particulièrement importants dans certaines régions du monde, telles que les zones semi-arides de l'Afrique australe et du sud de la Californie et les prairies de montagne du KwaZulu-Natal en Afrique du Sud.

### Pollinisation par les oiseaux (ornithophilie)
Bien que les colibris sont les plus familiers des oiseaux nourrissant de nectar en Amérique du Nord, on trouve des espèces analogues dans d'autres parties du monde : Nectariniidae, Meliphagidae, Dicaeidae, sucriers (Thraupidae), Sucrier à ventre jaune (Coerebidae), percefleurs  (Thraupidae), loris et loriquets (Psittaculidae).
Les colibris sont le groupe le plus ancien, ayant le plus grand degré de spécialisation pour le nectar. Les fleurs qui attirent les colibris, capables de planer en face de la fleur, ont tendance à être formées de grands tubes rouges ou orange avec beaucoup de nectar dilué, sécrété pendant la journée. Comme les oiseaux ne sont pas très sensibles à l'odeur, elles ont tendance à être inodore. Les oiseaux percheurs ont besoin d'une plate-forme d'atterrissage substantielle, aussi les nectariniidés, les méliphagidés et d'autres espèces sont moins associées à des fleurs tubulaires.

### Pollinisation par les chauves-souris (chiroptérophilie)

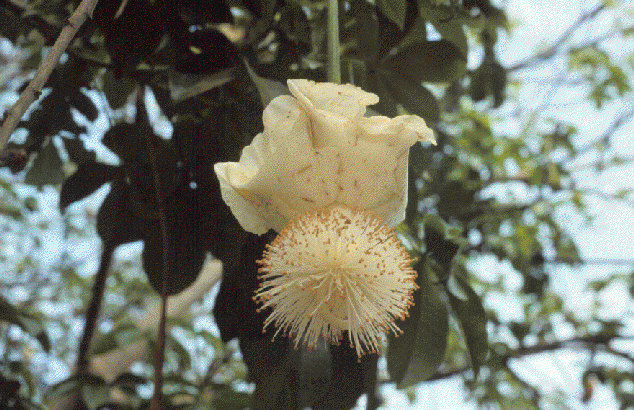
Fleur de baobab africain (pollinisée par les chauves-souris).

Les fleurs pollinisées par les chauves-souris (Belle de nuit, reine de la nuit, fleur de lune) ont tendance à être grandes et voyantes, blanches ou de couleur claire, ouvertes pendant la nuit et à odeur forte. Elles sont souvent de grande taille et en forme de cloche. Les chauves-souris boivent le nectar, et ces plantes offrent généralement du nectar pendant de longues périodes. La vue, l'odorat, et l'écholocalisation sont utilisés pour trouver les fleurs, et une excellente mémoire spatiale permet ensuite de les visiter à plusieurs reprises.
En fait, les chauves-souris peuvent identifier des fleurs nectarifères par écholocalisation.
Dans le Nouveau Monde, les fleurs pollinisées par les chauves-souris ont souvent des  composés soufrés parfumés, mais cela ne se vérifie pas dans d'autres parties du monde.
Les plantes pollinisées par les chauves-souris ont plus de pollen que les espèces apparentées.

## Biologie
Les syndromes de pollinisation reflètent la convergence évolutive vers des formes (phénotypes) qui limitent le nombre d'espèces de pollinisateurs visitant la plant.
Ils augmentent la spécialisation fonctionnelle de la plante à l'égard de la pollinisation, mais cela n'affecte pas la spécialisation écologique (c'est-à-dire le nombre d'espèces de pollinisateurs au sein de ce groupe fonctionnel).
Ils répondent à des pressions de sélection communes exercées par les pollinisateurs  ou par des vecteurs de pollen abiotiques partagés, qui génèrent des corrélations entre les caractères. Ainsi, si deux espèces de plantes apparentées mais éloignées sont toutes deux pollinisées par des papillons de nuit, par exemple, les fleurs vont converger vers une forme qui est reconnue par les papillons nocturnes (par exemple la couleur claire, le parfum suave, le nectar sorti à la base d'un long tube, la floraison nocturne).

### Avantages de la spécialisation
- Efficacité de la pollinisation : les récompenses offertes aux pollinisateurs (communément du nectar ou du pollen ou les deux, mais parfois de l'huile[33], des arômes, des résines ou de la cire) peuvent être coûteuses à produire. le nectar peut ne pas être coûteux, mais le pollen est généralement coûteux, car il est relativement riche en composés azotés. Les plantes ont évolué pour obtenir le transfert maximum du pollen pour une récompense minimale. Différents pollinisateurs, en raison de leur taille, de leur morphologie ou de leur comportement, ont des rendements de transfert du pollen différents. Les caractéristiques florales affectent aussi l'efficacité du transfert : des fleurs d'ancolies ont été modifiées expérimentalement puis présentées à des sphinx, et on a constaté que l'orientation de la fleur, sa forme et sa couleur affectaient le taux de visite ou la collecte du pollen[34],[35].

- Constance de pollinisation : pour un transfert efficace du pollen, il est préférable pour la plante que le pollinisateur se concentre sur une espèce de plante, en ignorant les autres espèces. Sinon, le pollen risque d'être abandonné inutilement sur les stigmates d'autres espèces. Les animaux, bien sûr, ne cherchent pas à polliniser, ils visent à recueillir de la nourriture aussi vite qu'ils le peuvent. Cependant, de nombreuses espèces de pollinisateurs présentent une constance florale, ignorant des fleurs disponibles pour se concentrer sur une espèce de plante. Pourquoi les animaux devraient-ils se spécialiser sur une espèce végétale, plutôt que de passer à la fleur suivante d'une espèce quelconque ? Bien que la constance de pollinisation ait été reconnue par Aristote, les avantages pour les animaux ne sont pas encore bien compris[36].

L'hypothèse la plus commune est que les pollinisateurs doivent apprendre à gérer certains types de fleurs, alors qu'ils ont une capacité limitée pour apprendre les différents types de fleurs. Ils ne peuvent recueillir des récompenses efficacement que d'un seul type de fleur.

Constance de pollinisation : ces abeilles visitent de manière sélective les fleurs d'une seule espèce, comme on le voit par la couleur du pollen dans leurs corbeilles à pollen :

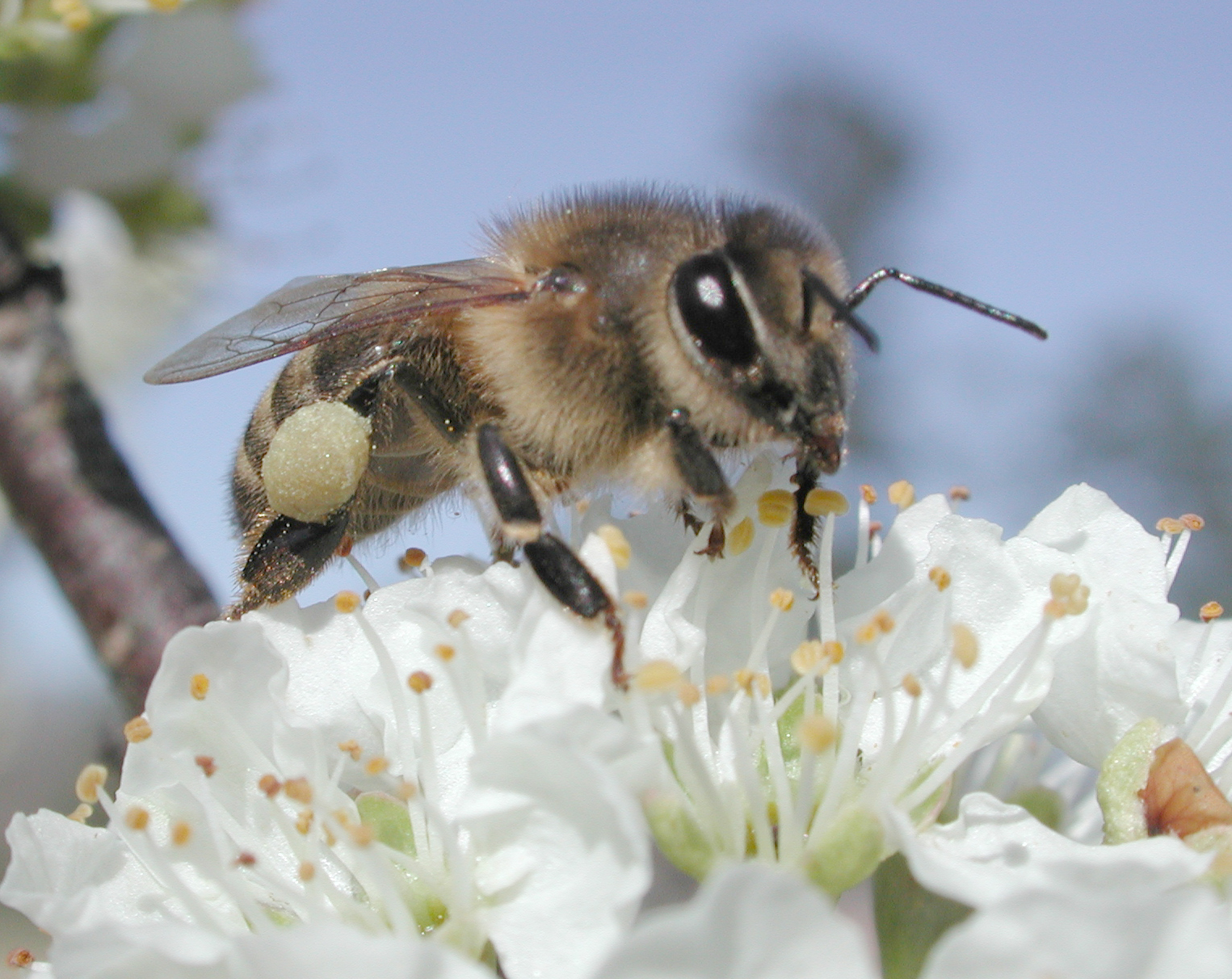
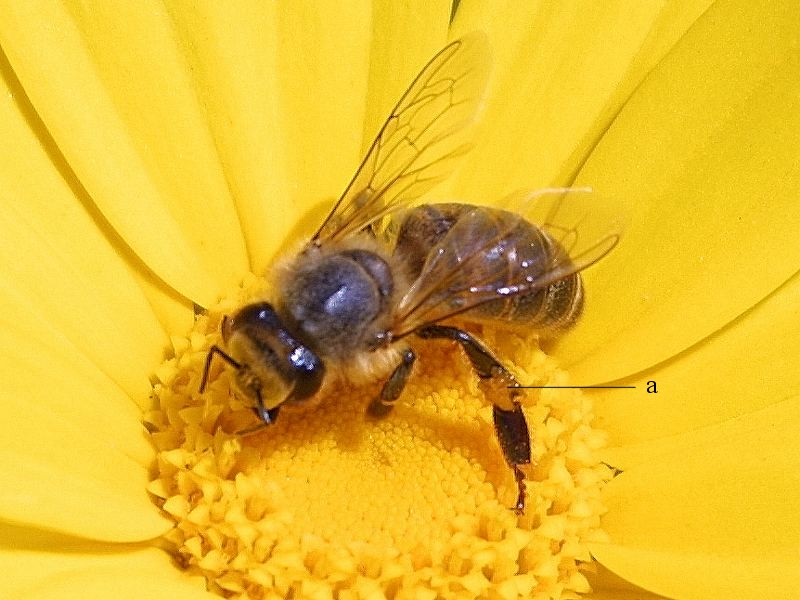
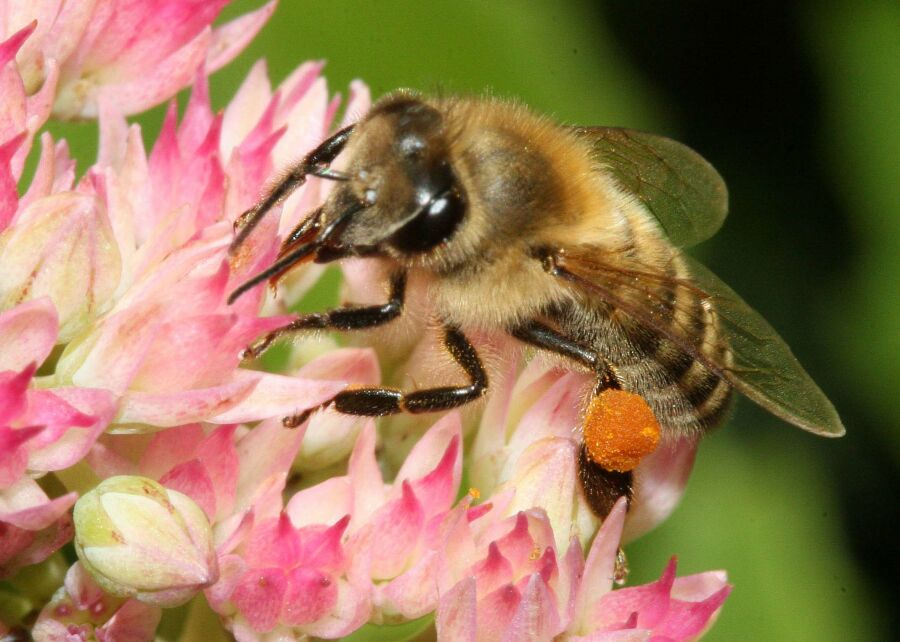

### Avantages de la  généralisation
Les pollinisateurs fluctuent en abondance et en activité indépendamment de leurs plantes,, et n'importe quelle espèce peut échouer à polliniser une plante une année donnée. Ainsi, une plante peut être avantagée si elle attire plusieurs espèces ou types de pollinisateurs, se garantissant le transfert de pollen tous les ans. Les plantes, chez de nombreuses espèces, ont la possibilité de revenir à l'autopollinisation, si elles ne sont pas auto-incompatible.

### Critique des syndromes
S'il est clair que les syndromes de pollinisation peuvent être observés dans la nature, il y a eu beaucoup de débats parmi les scientifiques quant à leur fréquence et sur la possibilité d'utiliser les syndromes classiques pour classer les interactions plantes-pollinisateurs.
Bien que certaines espèces de plantes ne sont visitées que par un seul type d'animal (c'est-à-dire qu'elles sont fonctionnellement spécialisées), de nombreuses espèces végétales sont visitées par des pollinisateurs très différents,.
Par exemple, une fleur peut être pollinisée par des abeilles, des papillons et des oiseaux. Une spécialisation stricte des plantes reposant sur une seule espèce de pollinisateurs est relativement rare, probablement parce qu'elle peut se traduire par un succès de reproduction aléatoire au fil des années, les populations de pollinisateurs pouvant varier significativement.
Dans de tels cas, les plantes devraient s'appuyer sur une large gamme de pollinisateurs, et une telle généralisation écologique se rencontre souvent dans la nature. Une étude en Tasmanie a montré que les syndromes ne permettent pas de prédire utilement les pollinisateurs.
Ce débat a conduit à une réévaluation critique des syndromes, qui suggère qu'environ un tiers, en moyenne, des plantes à fleurs peuvent être classées dans les syndromes classiques.
Cela reflète le fait que la nature est beaucoup moins prévisible et moins simple que les biologistes du XIXe siècle pensaient initialement. Les syndromes de pollinisation peuvent être considérés comme les extrêmes d'un continuum de plus ou moins grande spécialisation ou généralisation à l'égard de groupes fonctionnels de pollinisateurs qui exercent des pressions sélectives similaires et la fréquence à laquelle les fleurs sont conformes aux attentes des syndromes de pollinisation est relativement faible. En outre, de nouveaux types d'interaction plante-pollinisateur, impliquant des animaux pollinisateurs « inhabituels sont régulièrement découverts, tels que la pollinisation spécialisée par des guêpes prédatrices d'araignées (Pompilidae) ou par des (Cetoniidae) dans les prairies de l'est de l'Afrique du Sud.
Ces plantes n'entrent pas dans les syndromes classiques, même si elles peuvent présenter par elles-mêmes des preuves de l'évolution convergente.
Une analyse des traits floraux et des visites chez 49 espèces du genre végétal Penstemon a permis de conclure qu'il était possible de très bien distinguer les espèces pollinisées par des oiseaux ou des abeilles, mais seulement à l'aide de caractères floraux qui n'étaient pas pris en compte dans les syndromes classiques, tels que les détails d'ouverture des anthères.
Bien qu'une étude récente a conclu qu'il existe « des preuves accablantes que les groupes fonctionnels exercent diverses pressions de sélection sur les caractères floraux », la complexité et la subtilité des interactions plantes-pollinisateurs (et la reconnaissance croissante du fait que les organismes non pollinisateurs tels que les prédateurs de graines peuvent affecter l'évolution des traits floraux) font que ce débat devrait se poursuivre encore pendant un certain temps.